# آنچلو شتکا
آنچلو شتکا (انگلیسی: Anđelo Šetka؛ زادهٔ ۱۴ سپتامبر ۱۹۸۵) بازیکن واترپلو اهل کرواسی است.